# Echinometra
Echinometra Gray, 1825 è un genere di ricci di mare appartenenti alla famiglia Echinometridae.

## Tassonomia
In questo genere sono riconosciute 5 specie:
- Echinometra insularis H.L. Clark, 1912
- Echinometra lucunter  (Linnaeus, 1758)
- Echinometra mathaei  (Blainville, 1825)
- Echinometra vanbrunti A. Agassiz, 1863
- Echinometra viridis A. Agassiz, 1863

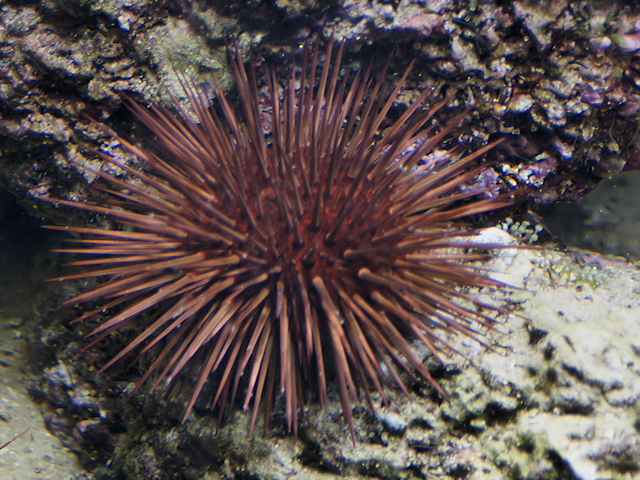
Echinometra lucunter
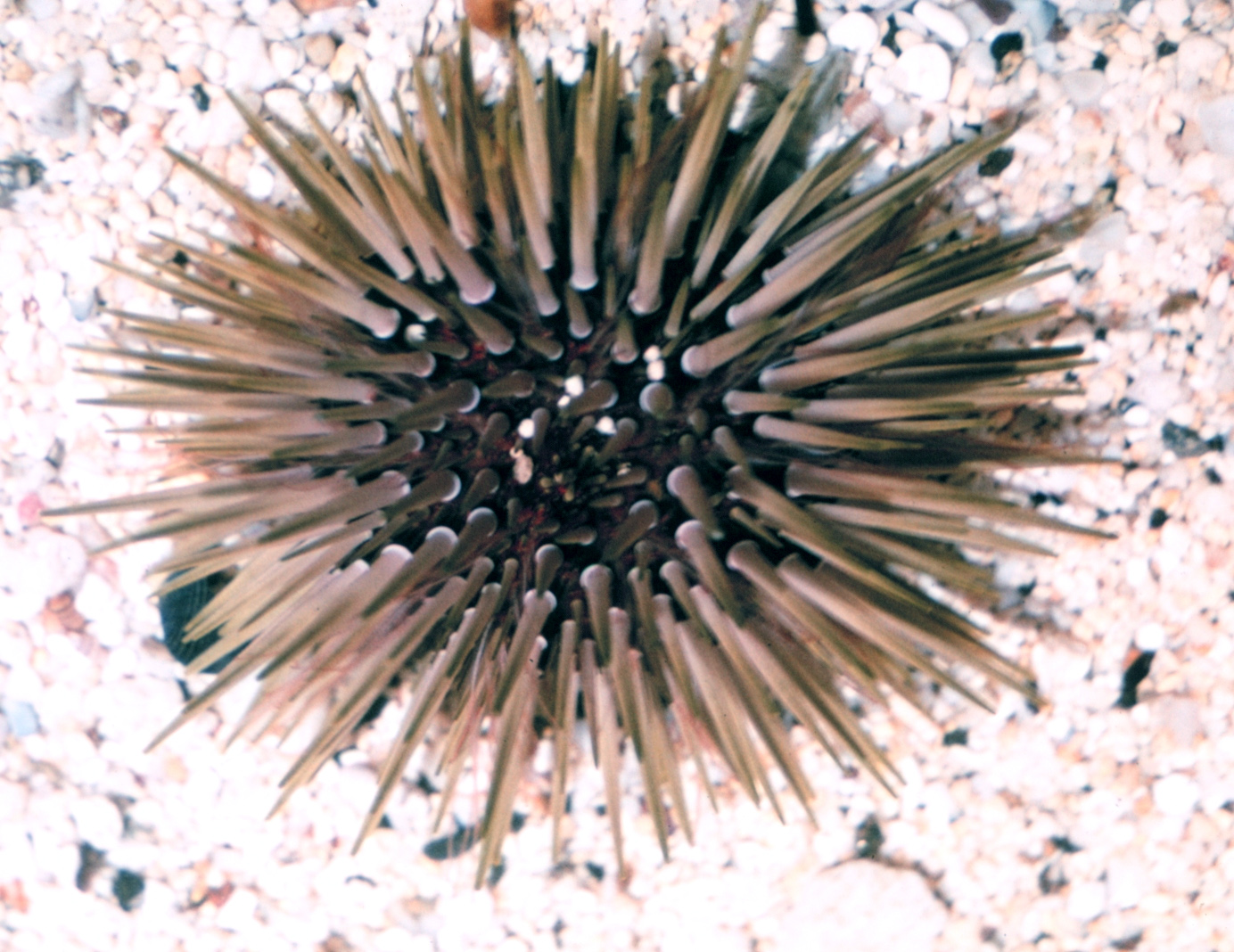
Echinometra mathaei
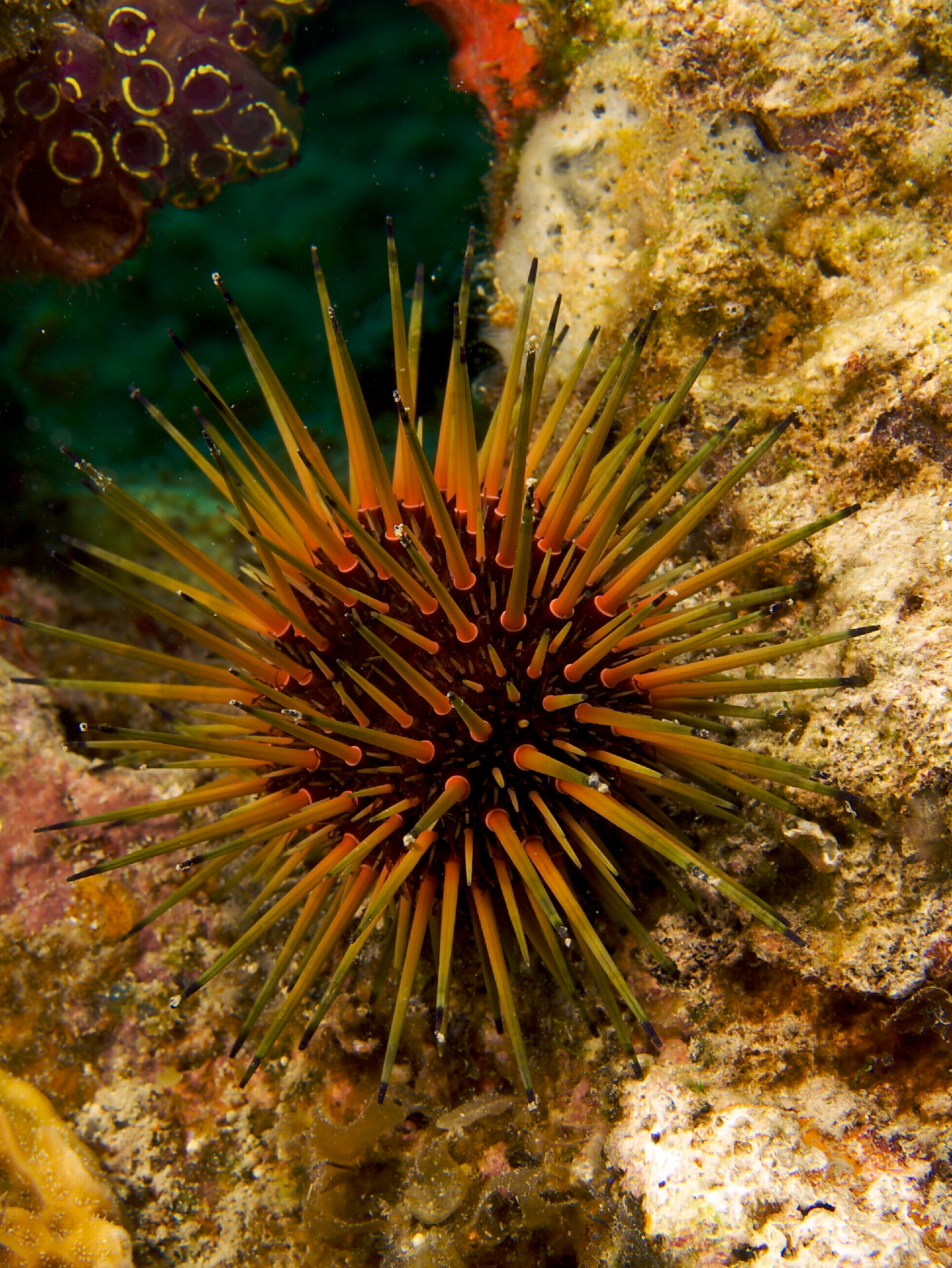
Echinometra viridis